# 우치다 료헤이 (정치활동가)

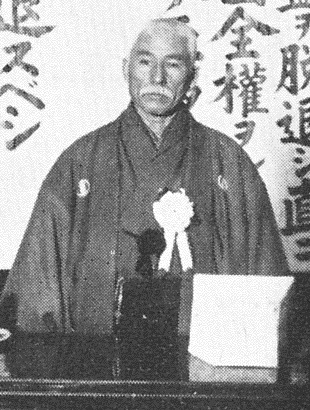
우치다 료헤이

우치다 료헤이(일본어: 内田良平, 1874년 2월 11일 ~ 1937년 7월 26일)는 일본의 국가주의자, 우익운동가, 범아시아주의자이다. 흑룡회 간부, 대일본생산당 총재.

## 생애
옛 후쿠오카번사이자 무예의 달인으로 알려진 우치다 료고로의 삼남로 지금의 후쿠오카현 후쿠오카시 도진정(唐人町)에서 태어났다. 아명은 료스케(良助), 기노에(甲). 1902년 료헤이(良平)로 개명하였다. 어릴 때부터 활쏘기, 검도, 유술, 씨름, 사격을 부친에게 배웠다. 또한 아버지 료고로의 신도몽상류장술 문하에는 쇼와의 검성 중 한 명인 나카야마 하쿠도도 있었다.
1892년 18세 때, 도야마 미쓰루의 현양사의 3걸로 불리던 숙부(료고로의 친동생) 히라오카 고타로를 따라 상경해 고도칸 (유도)에 입문해 유도를 배운다. 다음해인 1893년 동양어학교(東洋語学校)에 입학해 러시아어를 배웠고, 1897년 시베리아 횡단 여행을 시도한다. 숙부 고타로의 영향을 받아 일본의 조선, 중국으로의 세력 확대에 강한 관심을 가졌다. 1898년 미야자키 도텐을 통해서 쑨원과 친교를 맺는다. 1900년 중국 광저우로 나아가 쑨과 이홍장 제휴를 알선하는 한편 혁명의용군(革命義勇軍)을 조직해 쑨원의 혁명운동을 지원하였다. 1901년 흑룡회를 결성해, 러시아 제국의 사정을 소개. 또한 1903년에는 대러동지회를 결성해, 일러개전(日露開戦)을 강하게 주장하였다. 1905년 미야자키·스에나가 미사오 등과 함께 쑨과 황싱의 제휴에 의한 중국혁명동맹회의 설립에 관여하였다. 또 필리핀 혁명 지도자 에밀리오 아기날도, 인도 독립운동 지도자 라쉬 비하리 보스의 활동도 지원하였다.
1906년 한국통감부 촉탁(嘱託)이 되어 초대 조선통감 이토 히로부미를 수행하여 한국으로 넘어왔다. 1907년 일진회 회장 이용구와 한일 합방운동(日韓の合邦運動)을 맹약(盟約)하고 그에 대한 고문(顧問)이 되었다. 이 당시 쌍방에서 한일합방구상이 확인되었다. 당시 통감부와 일진회는 한반도 침략행위를 반복(통감부와 일진회의 주장) 러시아 제국의 남하에 위기감을 갖고 있었으며, 메이지 42년(1909년) 12월 우치다 등이 이용구와 함께 '일진회 회장 이용구 및 백만회원'(一進会会長李容九および百万会員)의 이름으로 한일합방건의서(韓日合邦建議書)를 한국 황제 순종, 한국 통감 소네 아라스케, 한국 총리 이완용에게 제출했다. 이용구는 성명서에서 "일본은 청일 전쟁에서 막대한 비용과 다수의 인명을 써 한국을 독립시켜 줬다. 러일 전쟁에서 일본의 손해는 갑오의 20배를 내면서도 한국이 러시아의 입에 삼키는 고기가 되는 것을 도와 동양 전체의 평화를 유지했다. 한국이 이에 고마워하지도 않고 이곳저곳에 매달리고 외교권을 빼앗기고 보호조약에 이른 것은 우리가 자초한 것이다. 제3차 한일협약, 헤이그 밀사 사건도 우리가 자초한 것이다. 앞으로 어떤 위험이 닥칠지도 모르지만 이 또한 우리가 자초한 일이다. 한국의 황제폐하와 일본천황폐하에게 간청하고, 조선인도 일본인과 같은 일등국민의 대우를 누려 정부와 사회를 발전시키자"고, 한일합방의 목적을 아시아의 평화유지와 한국의 발전으로 하고 있다. 후에 우치다와 이용구의 합방론은 합방반대파로부터 일본정부의 한일합방을 변장했다고 한다. 이에 이용구는 매국노라고 비판받았다. 우치다는 한일합방 이후 일본 정부의 대한 정책에는 비판적이었고 나중에 동광회(同光会)를 결성해 한반도 내정의 독립을 주장하였지만, 이미 일본은 대한제국에 대한 영향권을 확고 하려하고 있어서, 그의 주장은 일본이 2차 세계 대전에서 항복 할때까지 이루어지지 않았다.
1911년의 중화민국 성립 후에는 만몽 독립(満蒙独立)을 외치며 가와시마 나니와 등과 화베이 지역에서의 공작 활동(工作活動)을 일본 정부에 진언한다. 게다가 1918년의 시베리아 원정에는 적극적으로 찬성하는 등 우파색을 강화해 가는 한편, 1921년 러시아 기근 (1921년) 시에는 구제 운동(救済運動)도 실시하고 있다. 그 다음은, 1922년의 워싱턴 회담에 있어서의 해군 군축안에의 반대, 1923년 미국 연방 정부에 의한 '1924년 이민법'에 반대하는 국민 운동의 중심적 존재가 되어, 그 사회적 영향력을 서서히 확대해 간다. 다이쇼 데모크라시에게는 부정적이고, 요시노 사쿠조와 입회 연설회를 실시한 것 외, 1925년의 가토 다카아키 총리 암살 미수 사건에서는 용의자로서 투옥되었다(다음해 무죄). 또, 이 무렵부터 오모토교에 접근을 강화해 동교가 관계한 세계홍만자회 일본 총회의 회장이 된다.
1931년에 대일본생산당을 결성해, 총재가 된다. 1932년의 혈맹단 사건, 1933년의 신병대 사건 등의 배후로 불리며, 관동군 지지 입장에서 '일만몽 연방 건설'(日満蒙連邦建設), '일지 공존'(日支共存), '황모익찬 운동'(皇謨翼賛運動) 등을 구상했다. 1934년 오모토교계 쇼와 신성회 부통관이 되었다.

## 같이 보기
- 히라오카 고타로
- 다나카 다케유키(일본어판)
- 현양사
- 흑룡회
- 낭인회
- 중국동맹회
- 신해혁명
- 쑨원
- 미야자키 도텐
- 기타 잇키